# São Pedro de Agostém
São Pedro de Agostém is een plaats (freguesia) in de Portugese gemeente Chaves en telt 1 513 inwoners (2001).